# Carahes
« Carohaise » redirige ici. Pour les autres significations, voir Carohaise (homonymie).
« Terrabil » redirige ici. Pour les autres significations, voir Terrabil (homonymie).
Le nom de Carahes apparaît dans plusieurs manuscrits médiévaux comme nom d'une cité fortifiée et lieu d'un bataille renommée. Cette bataille met en valeur un héros qui, curieusement, varie selon les sources puisqu'il s'appelle parfois Charlemagne (l'Empereur), parfois Tristan et parfois Arthur. 

## Les sources anciennes
La plus ancienne mention de la bataille de Carahes apparaît dans une chanson de geste : le Roman d'Aiquin, daté généralement de la fin du XIIe siècle. Le roi de « Quarahes », qui a dû abandonner sa ville, fuyant les Sarrasins, s'appelle Hoës ou Ohès. C'est Charlemagne qui, lors de son passage au Mont Saint-Michel, vient en aide au Bretons et libère la ville de Carahes.
Les Tristan du XIIIe, XIVe et XVe siècles nomment Hoël (ou parfois Havelin, nom basé sur Hovel, forme ancienne de Hoël - « li rois Hoël....»  dans le ms. De Vienne ; « a Karahèse en Bretaingne avec le roy Hoel », m.fr.103) le roi de Carahes. L'auteur du Roman d'Aiquin et ceux des textes tristanniens font donc référence à une seule et même tradition, sauf que, bien sûr, dans les romans tristanniens, le héros qui libère Carahes est  Tristan et non pas Charlemagne. Après avoir montré sa bravoure, le roi de Carahes offre sa fille en mariage au valeureux Tristan. Elle l'appelle Yseut-aux-Mains-Blanches ou plus simplement Yseut-de-Carahes.
Les plus anciens manuscrits de Tristan (les textes en vers, de Béroul ou de Thomas, dont on ne possède que des fragments et qui sont antérieurs au Roman d'Aiquin) ne mentionnent pas la bataille. Cependant on trouve chez Thomas mention du mariage de Tristan avec Yseut-aux-Mains-Blanches. De plus, dans le plus ancien texte sur Tristan, celui de Béroul, on trouve une mention de Cahares (pour Carahes) ce qui laisse penser que la bataille était décrite dans un des fragments perdus.
On trouve aussi cette cité dans les romans arthuriens. Dans le très peu exact « Morte d'Arthur » elle est appelée « Terrabil ». Il s'agit probablement d'un emprunt au Merlin en Prose (XIIIe siècle) qui nomme la ville « Tarabel ». Dans les Premiers Faits d'Arthur elle est appelée « Carouhaise » ou « Karouaise », et est située en « Carmelide ». Comme Tristan qui épouse Yseut à Carahes, Arthur rencontre la future reine Guenièvre à Carouhaise.
Enfin, chez Chrétien de Troyes la ville devient un simple chevalier nommé « Carahés »

## Localisation
Contrairement à d'autres lieux arthuriens, et peut-être justement parce que ce n'est pas directement un lieu arthurien, Carahes est aisément localisable. Dans le Roman d'Aiquin l'armée de Charlemagne et d'Hoës, vient d'Aleth et va à Carahes. Puis les Franco-Bretons continuent leur route vers la mer et rencontrent Saint-Corentin en Cornouaille. Dans ce contexte, Carahes est donc forcément Carhaix, nommé Caer Ahes au XIe siècle dans une charte d'Hoël Huuel, Comte de Bretagne. On ne peut  écarter l'idée que ce personnage historique, Comte de Cornouaille puis de Bretagne de 1066 à 1084, soit le fameux roi de Carahes du Roman de Tristan et qu'il ait inspiré la création du roi d'Armorique, neveu d'Arthur et égal de Gauvain, dans l'Historia Regum Britanniae, puis Carahes au XIIIe siècle.
Les Romans de Tristan n'omettent généralement pas d'indiquer que Tristan va à Carahes, « en Petite-Bretagne ».
Dans le texte le plus ancien, celui de Béroul, le roi Marc jure « Par Saint Tresmor de Caharès » . Il s'agit ici d'une référence précise à Saint Trémeur honoré dans la région de Carhaix, et patron de cette ville. 
Les romans arthuriens sont beaucoup plus tardifs et aussi beaucoup moins exacts. Le manuscrit des Premiers Faits du roi Arthur (première moitié du XIIIe siècle) parle de « la frontière entre la Grande Bretagne et la Carmelide »  ce qui laisse songeur pour une localisation en Petite-Bretagne;  la géographie de l'auteur n'est d'ailleurs pas très assurée. Il dit par exemple que le sang des batailles menées en Carmélide vient gonfler la Tamise « Li sans courut a grans ruissiaus parmi les champs jusques en la rivière de Tamise » » (Premiers Faits). Or d'autres parties du texte placent la Carmélide sur le continent et Arthur rencontre même, en venant à Carouhaise, une jeune fille de Quimpercorentin (c'est-à-dire Quimper, anciennement Quimper-Corentin, la ville du Saint-Corentin mentionné dans le Roman d'Aiquin, à trente kilomètres de Carhaix. Dans ces conditions, le nom Carmelide(qui n'apparaît qu'au XIIIe siècle) doit être une graphie déformée de Cornouaille, comme Tarabel est une fausse-graphie de Carahes.

## Étymologie
Il s'agit du nom ancien de la ville de Carhaix, en Cornouaille.